# 倭馆站
倭馆站（：／ Waegwan yeok */?）是京釜线沿線的一座鐵路車站，位于韩国庆尚北道漆谷郡倭館邑倭馆里，有ITX-新村及無窮花號列車停靠。未來大邱圈廣域鐵道工程完工後，本站將編入大邱地鐵系統中。

## 車站結構
站體為2面4線的雙島式月台。

### 月台配置
| ↑ 若木          |
| １２ \| ３４ \| |
| 新洞 ↓          |

| 月台 | 路線   | 方向 | 目的地                                      |
| ---- | ------ | ---- | ------------------------------------------- |
| 1、2 | 京釜線 | 上行 | 往 天安、平澤、水原、安養、永登浦、首爾方向 |
| 3、4 | 京釜線 | 下行 | 往 東大邱、龜浦、密陽、龜尾、馬山、釜山方向 |

## 历史
- 1905年1月1日，落成使用。

## 车站周边
- 漆谷郡厅
- 倭館温泉
- 場真紅記念碑
- 漆谷梅園洞古墳
- 洛東江

## 相鄰車站
韓國鐵道公社
京釜線
若木－倭館－蓮花